# Jaume Vives i Vives
Jaume Vives i Vives (Barcelona, 1992) és un periodista i escriptor català. Va dirigir un diari digital anomenat El Prisma (desactivat el gener de 2024) i ha publicat Las putas comen en la mesa del rey (2013), un recull de deu històries de persones sense llar de Barcelona, i Pobres pobres (2014), sobre la seva experiència vivint vuit dies entre els pobres dels carrers de Barcelona. Amb els beneficis dels seus llibres pretenia anar a viure el conflicte sirià unes setmanes per a conèixer de primera mà la situació de la població.
Amb una trajectòria marcada per la participació en organitzacions ultracatòliques com Hazte Oír, Vives ha protagonitzat diverses polèmiques fruit de declaracions antiavortistes, islamòfobes i homòfobes al seu compte de Twitter, així com posicions obertament espanyolistes i ultradretanes.
Arran del procés independentista català, els promotors de la idea de Tabàrnia decidiren el 28 de desembre de 2017 que Jaume Vives —promotor d'una plataforma en contra de la independència de Catalunya anomenada «Resistència Catalana» o «Resistència del Balcó de Balmes»— fos portaveu del projecte i d'una mobilització el gener de 2018.